# Лесич Вадим
Вадим Лесич (псевд.: Ярослав Ярий, Ярослав Дригинич; справжнє прізвище: Володимир Кіршак; * 25 лютого / квітня 1909, с. Устя, тепер Снятинський район, Івано-Франківська область — † 24 серпня 1982, Нью-Йорк) — український поет, есеїст і публіцист, критик, перекладач, член ОУП «Слово».

## Біографія
Лесич Вадим народ. 25 квітня [за ін. даними — лютого] 1909 р. у с. Устя тепер Снятинського р-ну Івано-Франківської обл. у родині вчителя. Здобув гімназійну освіту в Коломиї. 1938 р. закінчив Вищу школу журналістики (Варшава), виступав у періодиці як журналіст і літературний критик. Емігрував до ФРН, у 1948 р. — до США. Мешкав у Нью-Йорку, працював у страхувальному бюро.
Помер 1982 року в Нью-Йорку, похований на українському православному цвинтарі в Саут-Баунд-Бруку, штат Нью-Джерсі.

## Творчість
Лесич Вадим перекладав Т. С. Еліота, Х. Р. Хіменеса, польських поетів.
Автор збірок віршів «Сонцеблиски» (1930), «Відчиняю вікно»(1932), «Різьблю віддаль» (1935), «Ліричний зошит» (1953), «Поезії» (1954), «Розмова з батьком» (1957), «Крейдяне коло» (1960), «Кам'яні луни» (1964), «Вибрані поезії» (1965), «Предметність нізвідкіль» (1972), поеми «Напередодні» (1960).
Перша збірка поезій В. Лесича під псевдонімом Я. Ярий «Сонцеблиски» з'явилася у Коломиї в 1930 році, а друкуватися він почав у 1929-у під псевдонімами Ярослав Ярий та Ярослав Дригинич. З того часу вийшли збірки: «Відчиняю вікно» (1932), «Різблю віддаль» (1935), «Ліричний зошит» (1953), «Поезії» (1954), «Розмова з батьком» (1957), «Крейдяне коло» (1960), «Кам'яні луни» (1963), поеми «Напередодні» (1960).
Поезія В. Лесича, як зафіксовано у «Енциклопедії українознавства», «глибока символами і драматичним ліризмом, поєднує своєрідну барокковість стилю з експресіоністичними елементами». Поезія автора втілює почування, думки та світогляд автора в його мандрівці крізь життя — від неспокійної молодості до вдумливої зрілости. У трьох ранніх збірках говорить молодий поет-романтик. Тут переважають мотиви радості життя і щастя молодості. У пізнішій творчості напрям ідилії поглиблюється, поет одягає природу в казкові, магічні символи. Короткі ліричні вірші досягають високої художньої майстерності і пронизані таємничою, гіпнотичною силою. Поруч цих ліричних нот ми бачимо політичні події сучасности, долю мандрівників-вигнанців і лихоліття Батьківщини, які поет подає в сильних, яскравих і широких мазках. Ці теми споріднені з філософськими роздумами — ліричним героям Лесича світ здається безнастанним колом перемін. Людині неможливо знайти ключі до ворожої загадковости Всесвіту, і в її свідомості зростає почуття самоти й порожнечі. У пізніших збірках поета цей екзистенціальний драматизм зростає і панує над всіма іншими світоглядними напрямками.
Крім власної поетичної творчості, Лесич дав українській літературі ряд майстерних перекладів із сучасної світової літератури, особливо з творчості Т. С. Еліота, Х. Р. Хіменеса та новітніх польських поетів. Він також публікував статті з літературної та образотворчої критики.
Окремі видання:
- Лесич В. Вибрані поезії. 1930—1965. — Нью-Йорк: Накладом Н. та О. Рицарів, 1965. — 212 с.
- Лесич В. Крейдяне коло. Поезії. — Нью-Йорк — Мюнхен, 1960. — 104 с.
- Лесич В. На межах незавершеного покоління (Поети української еміграції 1940-х років) // Слово. Збірник 1. — Нью-Йорк: Об'єднання українських письменників, 1962. — С. 299—308.
- Лесич В. Поезії. — Нью-Йорк: Обнова, 1954. — 32 с.
- Лесич В. Розмова з батьком. Поезії. — Нью-Йорк: Слово, 1957. — 78 с.
- Лесич В. Розмова з Богданом Рубчаком // Світо-Вид. — 1996. -Ч. 4. — С. 78-80.
- Лесич В. Вірші // Над рікою часу: Західноукраїнська поезія 20-30-х років / Упор., вступ. ст., приміт. М. Ільницького. — Харків: Фоліо, 1999. — С. 479—502.

## Уподобання В. Лесича
Вадим Лесич дуже любив малярство, зокрема натюрморти. Ось що він пише у статті «Любомир Кузьма та
його світ»: «…натюрморти заспокійливі власною гармонією та відзначаються якоюсь, наче б захованою в ній, задушевністю…»